# Улоф Пальме
Свен У́лоф Йоахі́м Па́льме (швед. Sven Olof Joachim Palme; Шведською: [ˈûːlɔf ˈpâlːmɛ] ( прослухати); 30 січня 1927, Стокгольм — 28 лютого 1986, Стокгольм) — був шведським політиком і державним діячем. Будучи давнім протеже прем'єр-міністра Таге Ерландера, Пальме очолював Соціал-демократичну партію Швеції з 1969 року до вбивства у 1986 році, двічі був прем'єр-міністром Швеції, а також очолював уряд з 1982 року до його смерті. Поразки на виборах у 1976 та 1979 роках поклали початок кінця соціал-демократичній гегемонії у шведській політиці, яка пережила 40 років неперервного правління партією. Будучи лідером опозиції, він служив спеціальним посередником Організації Об'єднаних Націй у війні між Іраном та Іраком, а також був президентом Північної Ради в 1979 році. Обійняв посаду прем'єр-міністра після перемоги на виборах 1982 і 1985 роках.

## Життєпис
Народився в сім'ї керівника відділу страхового агентства. Батько помер, коли Улофу було п'ять років. Учився на юридичному факультеті Стокгольмського університету і в США (1947–1948). У кінці 1940-х початку 1950-х років брав активну участь у студентському русі, вступив у молодіжний соціал-демократичний клуб. У 1951 став кандидатом юриспруденції. У 1952–1953 — голова Об'єднаних студентських корпорацій Стокгольму. Незабаром став секретарем голови СДПШ і прем'єр-міністра країни Т. Ерландера. У 1961 був призначений начальником відділу комісії з підготовки рішень уряду, а в 1963 — державним радником з консультативними функціями. У 1967 Улоф Пальме увійшов до складу Кабінету міністрів як міністр освіти. У вересні 1969 його одностайно обрано на голову партії після відходу на пенсію Т. Ерландера, змінивши його також на посаді прем'єр-міністра. Перший період перебування Пальме на посаді голови уряду закінчився тим, що праві партії дістали більшість на виборах до Шведського парламенту у 1976. Другий період почався після перемоги соціал-демократів на виборах 1982 року. 28 лютого 1986, в центрі Стокгольма, Улафа Пальме застрелили. Убивцю та його мотиви досі не встановлено.

## Політика
Пальме був ключовою і поляризуючою фігурою як у внутрішній, так і в міжнародній політиці з 1960-х років. Він був непохитний у своїй політиці неприєднання до наддержав, що супроводжувалось підтримкою численних національно-визвольних рухів у країнах третього світу після деколонізації, включаючи, найбільш суперечливу, економічну та вокальну підтримку низки урядів країн третього світу. Пальме був першим главою уряду західної країни, який відвідав Кубу після революції, де, виступаючи в Сантьяго, похвалив кубинських та камбоджійських революціонерів.
Будучи частим критиком зовнішньої політики США та Радянського Союзу, він вдавався до жорстокої критики, висловлючи незгоду з імперіалістичними амбіціями та авторитарними режимами, у тому числі іспанським Франциско Франко, радянським Леонідом Брежнєвом, португальським Антоніу де Олівейру Салазаром, чехословацьким Ґуставом Гусаком, а також південно-африканськими Джо Форстером та Пітером Віллемом Боту. Його засудження бомбардування Ханої у 1972 році, зокрема порівняння США тактики з табором Треблінка, призвело до тимчасового заморожування політичних відносин між Швецією та США.
Пальме прагнув продовжувати соціал-демократичну політику колишніх десятиліть, направлену на згладжування суперечностей та економічної нерівності. У сфері зовнішніх відносин Пальме послідовно обстоював політику традиційного нейтралітету і неприєднання, що поєднувалася з активною участю Швеції в міжнародних справах, виступав проти порушення людських прав. Пальме був поборником демократії, виступав за розвиток міжнародної співпраці й надання допомоги країнам, що розвивалися. У 1960 — 1970-х роках він активно виступав проти політики США у В'єтнамі та апартеїду в Південно-Африканській Республіці. Брав активну участь у налагодженні контактів між великими державами. У вересні 1980 за ініціативою Пальме створено Незалежну комісію з питань роззброєння та безпеки (комісія Пальме) — міжнародну неурядову групу експертів, куди увійшли відомі громадські діячі та вчені багатьох країн світу. Основним завданням комісії був пошук шляхів проведення переговорів про скорочення озброєнь і усунення загрози ядерної війни.

## Вбивство
Вбивство Пальме на вулиці Стокгольму 28 лютого 1986 року було першим вбивством національного лідера в Швеції після Густава III у 1792 році і мало великий вплив на всю Скандинавію. Місцевий раніше засуджений наркоман Крістер Петтерссон був спочатку засуджений за вбивство в місцевому окружному суді, однак пізніше вирок було оскаржено в Апеляційному суді Свеа. 10 червня 2020 року шведські прокурори провели прес-конференцію, де повідомили про те, що підозрюють, що убивцею був Стиг Енгстрем. Зважаючи на те, що Енгстрем покінчив життя самогубством у 2000 році, влада також оголосила, що слідство про смерть Пальме має бути закрите.

## Твори
- Sveriges utrikespolitik: Anföranden. Stockholm, 1984.
- Politik är att vilja. 3. uppl. Stockholm, 1986.
- Att vilja gå vidare. Stockholm, 1986.
- En levande vilja. Stockholm, 1987.